# Rudolf von Steinfurt
Rudolf von Steinfurt (* im 14. Jahrhundert; † im 14. Jahrhundert) war Domscholaster in Münster.

## Leben

### Herkunft und Familie
Rudolf von Steinfurt entstammte dem Geschlecht der Edelherren von Steinfurt und war der Sohn des Ludolf von Steinfurt und dessen Gemahlin Pyronetta von Bilstein.
Seine Geschwister waren
- Baldewin, Domherr in Münster
- Ludolf, Domherr in Münster
- Ermgardis, Stiftsdame in Essen
- Dietrich
- Katharina, ⚭ Simon von Bentheim

### Wirken
Rudolf war Rektor der Kapelle zum Hesseldorn bei Nordwalde, als er zusammen mit seinem Bruder Baldewin den münsterischen Bischof bat, ihre Pfründe tauschen zu dürfen. Bischof Ludwig gab der Bitte statt, so dass Rudolf in das Domkapitel eintreten konnte. Am 28. März 1364 wird er erstmals als Domscholaster genannt. In dieser Funktion oblag ihm die Leitung der Domschule. 1369 war er im Auftrage des Bischofs Amtmann im Emsland. Über seinen weiteren Lebensweg gibt die Quellenlage keinen Aufschluss.